# Arcata
Arcata est une municipalité du comté de Humboldt, en Californie. Lors du recensement de 2010, sa population était de 17 231 habitants. 
L'Université d'État de Humboldt s'y trouve et constitue environ la moitié de ses habitants. 
Arcata est la première ville des États-Unis à avoir élu une majorité de ses conseillers municipaux au Parti vert. 
Établie durant la ruée vers l'or du XIXe siècle, Arcata comprend un grand nombre de bâtiments victoriens, dont la majorité a été restaurée.

## Démographie
| 1880 | 1890 | 1900 | 1910  | 1920  | 1930  |
| ---- | ---- | ---- | ----- | ----- | ----- |
| 702  | 962  | 952  | 1 121 | 1 486 | 1 709 |

| 1940  | 1950  | 1960  | 1970  | 1980   | 1990   |
| ----- | ----- | ----- | ----- | ------ | ------ |
| 1 855 | 3 729 | 5 235 | 8 985 | 12 850 | 15 197 |

| 2000   | 2010   | - | - | - | - |
| ------ | ------ | - | - | - | - |
| 16 651 | 17 231 | - | - | - | - |

## Transports
La ville est desservie par l'aéroport d'Arcata-Eureka.

## Personnalités liées à la ville
- Captain Beefheart est mort à Arcata en 2010.